# Hittelkofen
Hittelkofen ist ein kleiner Weiler auf der Gemarkung Haisterkirch, der zur Stadt Bad Waldsee im Landkreis Ravensburg gehört.

## Lage
Hittelkofen liegt direkt südlich angrenzend an Osterhofen und etwa einen Kilometer nördlich von Haisterkirch. Ein Teil des Weilers erstreckt sich den Westhang des Haisterkircher Rücken hinauf. Die Osterhofer Ach verläuft fast direkt östlich am Ort, und die Europäische Hauptwasserscheide befindet sich etwas weiter östlich im Wald in Richtung des Golfplatzes.

## Verkehrsanbindung
Hittelkofen ist für den Kraftfahrzeugverkehr über die Kreisstraße K7933 angebunden. Nach Norden führt die K7933 über Osterhofen zur Bundesstraße B465. In südlicher Richtung erreicht man über Haisterkirch Bad Waldsee und die Bundesstraße B30.

### Radverkehr
Umgangssprachlich wird der asphaltierte landwirtschaftliche Weg westlich von Hittelkofen entlang der Osterhofer Ach oft als Fahrradweg bezeichnet, dies ist jedoch formal nicht korrekt, da er keine Kennzeichnung mit den StVO-Zeichen 237, 240 oder 241 aufweist. Er ist Teil des Freizeitnetzes des Radnetz BW.

## Mutter-Anna-Kapelle
Die Mutter-Anna-Kapelle in Hittelkofen, erbaut im frühen 18. Jh. (renoviert 2008), besitzt einen barocken Altar mit einem Altarblatt von 1857 (Anna, Maria, Jesus). Die Assistenzfiguren zeigen Blasius und vermutlich Medardus. Der Altaraufsatz zeigt die Dreifaltigkeit mit Erzengeln. Deckengemälde (Evangelisten, biblische Szenen) sind verblasst. Im Chorraum stehen Figuren der Heiligen Willibald, Walburga und Wunibald.

## Biotope

### Hecke bei Hittelkofen
Südlich der Zimmerplatzstraße, am südöstlichen Ortsrand, befindet sich die Hecke bei Hittelkofen. Diese geschlossene Feldhecke (0,0580 ha) ist nach NatSchG geschützt und von lokaler Bedeutung. Ihr südlicher Abschnitt ist vom Hittelkoferbach geprägt (Weidenbestand), während der Rest hauptsächlich aus Hasel mit typischer Laubwaldvegetation besteht.

### Feldgehölz Ö Hittelkofen
Direkt östlich von Hittelkofen liegt das geschützte Feldgehölz Ö Hittelkofen (0,2055 ha) auf anmoorigem Hang mit Esche, Schwarzerle und üppiger Strauchschicht. Ein Quellsumpf mit Bärlauch dominiert den Nordosten, weitere Quellen sind vorhanden. Der Hittelkoferbach durchfließt den Südosten und mündet in einen Fischteich. Der Wechsel nasser und feuchter Stellen ist ökologisch bedeutsam.

## Gewässer

### Hittelkoferbach
Der Hittelkoferbach, ein 1,125 km langer Bach, entspringt auf dem Haisterkircher Rücken, hangaufwärts vom unteren Kuhreute Weg und in der Nähe der Flur Stockerei. Er durchfließt das Ortsgebiet und quert an der Mutter-Anna-Kapelle die Hauptstraße, bevor er in die Osterhofer Ach mündet, welche wiederum in die Umlach fließt.

#### Osterhofer Ach
Die Osterhofer Ach, lokal hier auch Haisterbach genannt, verläuft direkt westlich von Hittelkofen und kann dort über zwei Brücken überquert werden. Der vollständig asphaltierte Weg entlang des Bachs ist bei Spaziergängern sehr beliebt.

## Damwild-Gehege
Direkt an der Ortsdurchfahrt von Hittelkofen, beim Gasthaus Rose, welches seit 1833 in Familienbesitz ist, befindet sich ein Damwild-Gehege, das sich beidseitig der Straße erstreckt und durch einen Tunnel unterhalb der Fahrbahn verbunden ist.

## Sport
Hittelkofen selbst verfügt über keine eigenen Sportstätten, jedoch ist die Route über Kleines Eschle, Breitwiese und hinauf zur Kapelle St. Sebastian bei Mountainbikern eine beliebte Trainingsstrecke im Bergauf, die sich aus einer Mischung von Feldwegen und Waldwegen/Rückegassen zusammensetzt. 

## Karten
Auf dem Kartenblatt SO LVII 50 aus der Zeit um 1824 ist die damalige Ortslage von Hittelkofen mit dem Verlauf der Osterhofer Ach zu dieser Zeit verzeichnet.